# ホラー・パンク
ホラー・パンク（Horror punk）は、1970年代のアメリカで生まれた音楽ジャンルの一つ。
ゴシック・ロックやパンク・ロックからの音楽的影響に加え、ホラー映画や暴力映画からの影響も多分に含み、人の恐怖心を駆りたてるようなルックスや歌詞を特徴とする。そのためPVなどもホラー映画のようなものが多くなる。デス・ロック (Death rock) と共通する部分もあるが、デス・ロックがゴシック・ロックの雰囲気が強いのに対し、ホラー・パンクはドゥーワップやロカビリーの音楽要素が強い。

## 主なバンド
ミスフィッツがホラー・パンクの前駆バンドとされる。初期のホラー・パンクのバンドには、ジ・アンデッド（The Undead）、スクリーミング・デッド（Screaming Dead）、ダムド、ザ・クランプス、T.S.O.L.、45グレイヴ（45 Grave）、ローズマリーズ・ベイビーズ（Rosemary's Babies）らがいる。1990年代以降のバンドは、マーダー・シティ・デヴィルズ（The Murder City Devils）やブリッツキッド（Blitzkid）、ミスター・モンスター（Mister Monster）など 。
日本では、このジャンルの代表的なバンドにBALZACやABNORMALSが挙げられる。
また、このジャンルを名乗るアイドルユニットとしてXTEENが挙げられる。